# Cholet-Pays de Loire 1995
La Cholet-Pays de Loire 1995, diciottesima edizione della corsa e valida come evento del circuito UCI categoria 1.3, fu disputata il 19 marzo 1995 su un percorso di 207 km. Fu vinta dal belga Frank Vandenbroucke che giunse al traguardo con il tempo di 5h08'47" alla media di 40,227 km/h.

## Ordine d'arrivo (Top 10)
| Pos. | Corridore           | Squadra        | Tempo    |
| ---- | ------------------- | -------------- | -------- |
| 1    | Frank Vandenbroucke | Lotto          | 5h08'47" |
| 2    | Sammie Moreels      | Lotto          | a 5"     |
| 3    | Thierry Bourguignon | Le Groupement  | a 1'40"  |
| 4    | Nico Verhoeven      | Palmans        | s.t.     |
| 5    | Tristan Hoffman     | TVM            | a 2'03"  |
| 6    | Hendrik Redant      | TVM            | a 2'04"  |
| 7    | Thierry Marie       | Castorama      | a 2'07"  |
| 8    | Jacky Durand        | Castorama      | a 2'22"  |
| 9    | Marc Bouillon       | Cedico         | s.t.     |
| 10   | Wim Feys            | Vlaanderen2002 | a 2'24"  |